# Taft (Florida)
Taft es un lugar designado por el censo ubicado en el condado de Orange en el estado estadounidense de Florida. En el Censo de 2010 tenía una población de 2.205 habitantes y una densidad poblacional de 819,4 personas por km².

## Geografía
Taft se encuentra ubicado en las coordenadas 28°25′42″N 81°22′1″O / 28.42833, -81.36694. Según la Oficina del Censo de los Estados Unidos, Taft tiene una superficie total de 2.69 km², de la cual 2.64 km² corresponden a tierra firme y (1.92%) 0.05 km² es agua.

## Demografía
Según el censo de 2010, había 2.205 personas residiendo en Taft. La densidad de población era de 819,4 hab./km². De los 2.205 habitantes, Taft estaba compuesto por el 77.05% blancos, el 8.93% eran afroamericanos, el 0.45% eran amerindios, el 2.36% eran asiáticos, el 0.05% eran isleños del Pacífico, el 7.62% eran de otras razas y el 3.54% pertenecían a dos o más razas. Del total de la población el 32.2% eran hispanos o latinos de cualquier raza.

## Historia
Taft lleva el nombre del presidente William Taft.  Los nativos americanos como las tribus seminolas, los timucua y los calusa habitaron la zona. El cercano Fuerte Gatlin sirvió como cuartel general principal de la zona durante las guerras seminolas. El cercano condado de Osceola, posee una rica influencia nativa americana, comenzando con la palabra «osceola», el nombre de un guerrero.
A principios de siglo, la zona pasó a conocerse como "Smithville", en honor a M. M. Smith, promotor inmobiliario y operador de alambiques de trementina.
En 1903, los hermanos Sphaler, con diferentes actividades económicas en la zona, donaron terrenos para la primera escuela y la iglesia bautista.
Muchas familias pioneras aún residen en Taft, disfrutando de la vida de pueblo. Los residentes, respondiendo a las necesidades, han establecido un departamento de bomberos voluntarios, construido un centro comunitario y formado una asociación de agua.